# Yahoo!

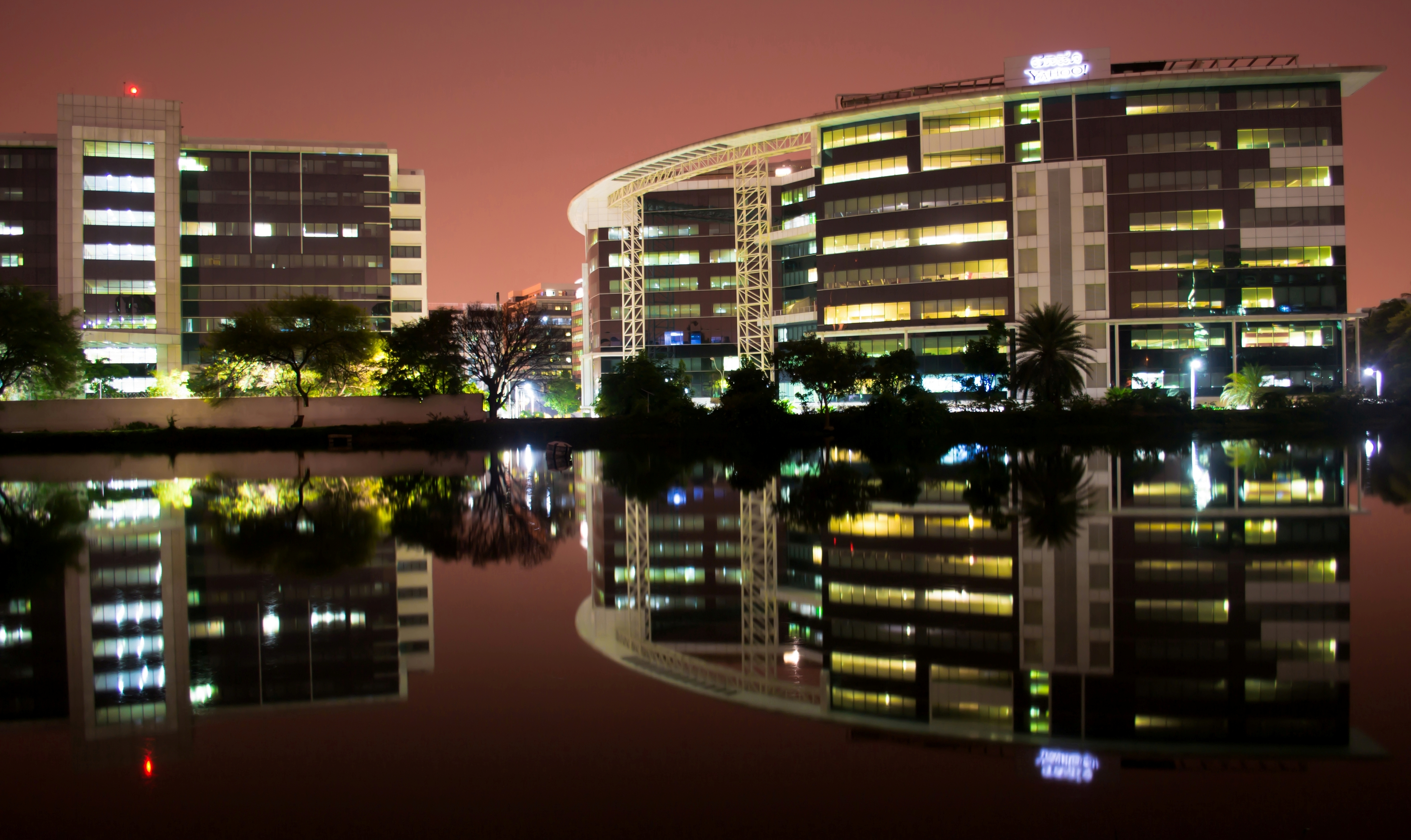
Oficiul Yahoo! India, în Bangalore

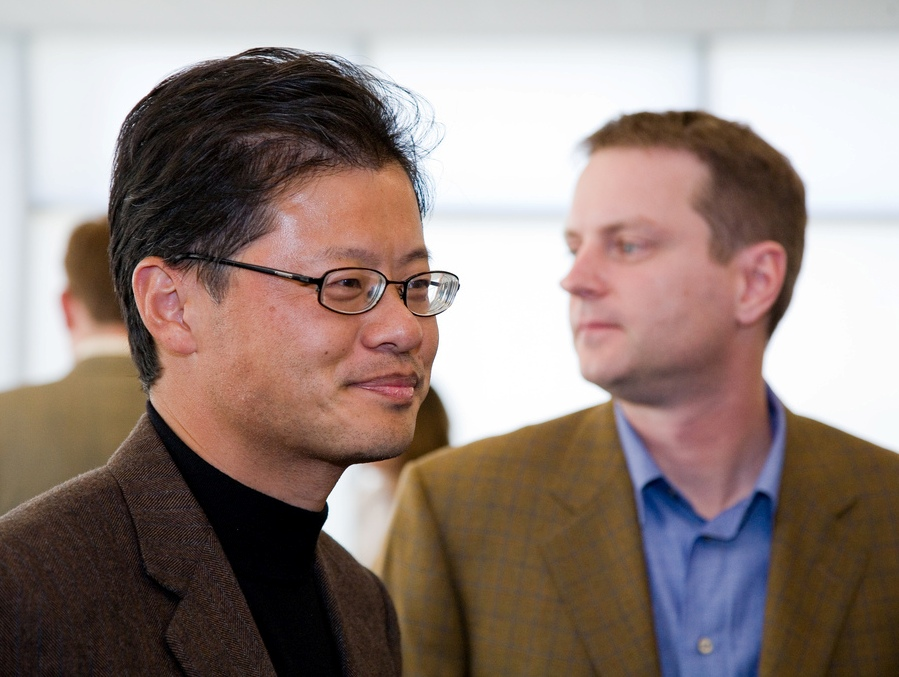
Fondatorii Yahoo!, Jerry Yang (stânga) și David Filo (dreapta).

Yahoo (/ˈjɑːhuː/, stilizat ca yahoo! în logo-ul său) este un furnizor american de servicii web. Are sediul în Sunnyvale, California și este operată de compania eponimă Yahoo! Inc., care este 90% controlată de fonduri de investiții gestionate de Apollo Global Management și 10% de Verizon Communications.
Ea furnizează un portal web, motorul de căutare Yahoo Search și servicii legate, inclusiv My Yahoo, Yahoo Mail, Yahoo News, Yahoo Finance, Yahoo Sports și platforma sa de publicitate Yahoo Native.
Yahoo a fost înființat de Jerry Yang și David Filo în ianuarie 1994 și a fost unul din pionierii erei timpurii a Internetului în anii 1990. Totuși, uzul său a declinat în anii 2010 cu unele din serviciile sale fiind terminate, și a pierdut capital de piață în fața lui Facebook și Google.
Numele Yahoo! provine de la expresia: „Yet Another Hierarchical Officious Oracle”.

## Administrare

### Directori executivi
- Marissa Mayer (2012–2017)[10]
- Ross Levinsohn Interim (2012)
- Scott Thompson (2012)
- Tim Morse Interim (2011–2012)
- Carol Bartz (2009–2011)
- Jerry Yang (2007–2009)
- Terry Semel (2001–2007)
- Timothy Koogle (1995–2001)

Fostul director executiv, Henrique de Castro, a plecat de la companie în ianuarie 2014 după ce Mayer, care l-a angajat inițial după numirea sa în funcția de CEO, l-a demis. De Castro, care a lucrat anterior pentru Google și McKinsey & Company, a fost angajat pentru a revigora activitatea de publicitate a Yahoo.

## Servicii și site-uri deținute de Yahoo!

Logoul utilizat între 1995–2013

- Yahoo! 360°

Yahoo! 360° este un site unde utilizatorii își pot crea pagini personale și blog-uri. De când s-a lansat pe 29 martie 2005, a adunat peste două milioane de membri. Acesta era doar pe bază de invitație până pe 24 iunie 2005 iar în mod curent este disponibil pentru persoanele cu vârsta peste 13 ani.
- Yahoo! Advertising

Yahoo! Advertising este o combinație de servicii de publicitate deținute de Yahoo!.
- Yahoo! Answers –

Yahoo! Answers este un serviciu unde utilizatorii pun întrebări și răspund la întrebările celorlalți. Utilizatorii „sunt plătiți” și „plătesc” puncte. Pentru a pune întrebări, se „plătesc” 5 puncte iar pentru a răspunde la întrebări utilizatorului i se dau 2 puncte. Serviciul era cunoscut înainte sub numele de Yahoo! Ask.
- Yahoo! Avatars

Yahoo! Avatars permite utilizatorilor să creeze personaje care să îi reprezinte, numite avatare, care pot fi afișate pe Yahoo! Messenger și pe profilul Yahoo! 360° al utilizatorului.
- Yahoo! Autos

Yahoo! Autos permite utilizatorului să cumpere automobile noi și folosite.
- Yahoo! Assistant

Yahoo! Assistant este un obiect ajutător pentru Internet Explorer. A fost creat de Beijing 3721 Technology și numit 3721 Assistant, dar a fost redenumit Yahoo! Assistant după ce Yahoo! a achiziționat Beijing 3721 Technology.
- Yahoo! Briefcase

Yahoo! Briefcase este un serviciu de stocare de fișiere gratuit.
- Yahoo! Buzz Log

Yahoo! Buzz Log reține și analizează căutările efectuate prin Yahoo! Search și le actualizează săptămânal.
- Yahoo! Developer Network

Yahoo! Developer Network oferă resurse pentru producătorii de software care folosesc site-uri și servicii Yahoo!
- Yahoo! Directory

Yahoo! a fost la început un director web. După ce acesta s-a extins, această secțiune a devenit Yahoo! Directory.
- Yahoo! Finance

Yahoo! Finance oferă informații financiare.
- Yahoo! Gallery

Yahoo! Gallery este un director de aplicații făcute folosind tehnologii Yahoo!.
- Yahoo! Games

Yahoo! Games permite utilizatorilor să joace jocuri online cum ar fi șah și table , unul împotriva celuilalt. Utilizatorii pot intra în multele camere și pot căuta utilizatori cu care vor să se dueleze. Majoritatea jocurilor sunt applet-uri Java, pe când altele necesită descărcare. Când Yahoo! a achiziționat ClassicGames.com în 1997, acesta a devenit serviciu Yahoo!
- Yahoo! Geocities

Yahoo! GeoCities este un serviciu de stocare a paginilor web ce oferă 15 MO. S-a format la sfârșitul anului 1994 ca Beverly Hills Internet și a fost achiziționat de Yahoo! în 1999 .
- Yahoo! Groups liste de e-mail-uri,

Yahoo! Groups este un serviciu gratuit de grupuri și liste de e-mail-uri. S-a format atunci când Yahoo! a achiziționat eGroups.
- Yahoo! Local

Yahoo! Local este capabil să caute slujbe locale și să le afișeze pe o hartă.
- Yahoo! Mail

Yahoo! a achiziționat Four11 pe 8 octombrie 1997 și serviciul său de poștă electronică prin internet, Rocketmail a devenit Yahoo! Mail. Spațiul de stocare este nelimitat.
- Yahoo! Maps

Yahoo! Maps oferă informații din trafic și hărți.
- Yahoo! Messenger

Yahoo! Messenger este un serviciu de mesagerie instant lansat de Yahoo! în 1999. Facilitățile lui cuprind „IMvironement”, mesaje de stare particularizate, plug-in-uri și altele.
- Yahoo! Mobile

Yahoo! Mobile este un site pentru telefoanele mobile folosit predominant în Marea Britanie. Oferă descărcări cum ar fi tonuri de apel.
- Yahoo! Movies

Yahoo! Movies oferă filme, informații despre filme și altele.
- Yahoo! Music

Yahoo! Music oferă videoclipuri muzicale și radio prin internet (LAUNCHcast), un serviciu gratuit cunoscut și sub numele de Yahoo! Music Unlimited.
- Yahoo! News oferă actualizări de știri și povești de top de la Yahoo News, inclusiv internațional, național, afaceri, divertisment, sport, meteo, tehnologie și știri ciudate.
- Yahoo! Photos

Yahoo! Photos este un serviciu de partajare a fotografiilor similar cu Flickr, care este, de asemenea deținut de Yahoo!. Utilizatorii au un spațiu nelimitat de stocare dar sunt acceptate numai fotografiile JPG. Yahoo! Photos se închide pe 20 septembrie 2007 pentru a se axa pe Flickr.
- Yahoo! Search

Yahoo! Search este un motor de căutare performant.
- Yahoo! Shopping

Yahoo! Shopping permite utilizatorului să caute, să compare și să cumpere produse pe internet.
- Yahoo! Sports

Yahoo! Sports oferă știri din sport incluzând scoruri și statistici.
- Yahoo! Tech

Yahoo! Tech oferă sfaturi pentru cumpărarea și utilizarea electronicelor.
- Yahoo! Travel

Yahoo! Travel oferă ghiduri de călătorie.
- Yahoo! TV

Yahoo! TV orare TV dar și înregistrări.
- Yahoo! Video

Yahoo! Video este un site pentru partajarea filmelor.
- Yahoo! Widgets

Yahoo! Widgets este un sistem de accesorii ce rulează pe toate atât pe Windows cât și pe distribuțiile de Linux. Era cunoscut sub numele de Konfabulator înainte ca Yahoo! să îl cumpere.
- Yahoo! Kids

Yahoo! Kids este versiunea pentru copii a portalului Yahoo!
- Bix

Bix este un site de concursuri achiziționat de Yahoo în 2006.
- blo.gs

blo.gs este un director de blog-uri actualizate recent cumpărat de Yahoo în, iunie 2005.
- Dialpad

Dialpad a fost o companie de telefonie, devenită Yahoo! Voice.
- flickr

flickr este un site popular de partajare a fotografiilor deținut de Yahoo!. Datorită succesului acestuia, Yahoo! închide Yahoo! Photos, axându-se pe flickr.

## Internațional
În luna ianuarie 2010, Yahoo! desfășura operațiuni în 39 de țări și 21 de limbi, printre care engleză, franceză, italiană, spaniolă sau portugheză.